# 弘晳
弘晳（1694年8月25日—1742年10月26日，康熙三十三年甲戌七月初五日辰時－乾隆七年九月二十八日卯時），滿洲鑲藍旗人，清聖祖康熙帝的嫡孫，理密親王允礽的第二子，生母為側福晉李佳氏。

## 生平
弘晳出生於康熙三十三年七月二十五日（1694年8月25日），祖父為清聖祖康熙帝，父親為皇太子胤礽，弘晳自幼受祖父康熙帝賞識栽培養育宮中。胤礽後來被廢太子之位。雍正帝登基後，胤礽避諱改名允礽。
雍正元年（1723年），弘晳受封理郡王。雍正二年（1724年）允礽去世，追封理親王。
雍正八年（1730年）五月，由於弘晳受康熙帝鍾愛，雍正帝遵從遺命，弘晳進封為理親王，且世襲罔替。
雍正十一年（1733年）七月，弘晳的長女被雍正帝冊封為縣君。

### 弘晳逆案
乾隆四年（1739年），弘晳引咎至宗人府受審，並試圖駁斥將其入罪的指控和供述。之後，乾隆帝命宗人府革除弘晳的親王爵位。二十九日，宗人府奏曰：「理親王弘晳因罪革退，其王爵請令何人承襲」。乾隆帝命由弘晳的幼弟弘㬙遞降繼承允礽之位，封為理郡王。
不久又將時年四十六歲的弘晳改名為「四十六」（穆麟德轉寫：syšilio）。
乾隆七年（1742年）九月二十八日卯時，弘晳卒，年四十九歲。
乾隆四十三年（1778年）正月，乾隆帝令在玉牒內恢復允禩、允禟、弘晳三人的原名，和三人的子孫一併收入皇室玉牒，恢復其宗室和原名，但三人的原王爵皆不恢復。

## 封和碩理親王弘晳冊文
奉天承運雍正皇帝制曰：寶玉攸頒，式衍銀潢之慶；介圭申鍚，宜昭金冊之榮。擴茂典以推恩，崇班特晉；篤宗支而展愛，顯秩加隆。誔賁新綸，聿彰成憲。咨爾弘晳，乃皇考聖祖仁皇帝之孫，朕之姪也，賦性樸實，持躬謹恪，礿膺爵命，循矩度而無愆；早列藩封，服訓言而自勵。克副優隆之德意，宜敷渙汗之恩施，爰沛寵光，用昭嘉獎。授以冊寶，封爾為和碩理親王，世襲罔替。於戲！敬修乃德，務樂善以希賢，淑慎爾儀，尚持盈而知戒。勗成今器，祇荷嶶章，期渥澤之欽承，迓鴻庥於有永。欽哉！

## 家庭及關連[3]
- 祖父：清聖祖康熙帝。
- 祖母：仁孝皇后赫舍里氏，康熙帝嫡皇后。
- 養祖母：榮妃馬佳氏。
- 父：廢太子理密親王允礽。
- 嫡母：瓜爾佳氏，允礽嫡福晉，正白旗汉军、都統三等伯石文炳之女（堂叔进士石文桂）。
- 生母：李佳氏，允礽側福晉，輕車都尉舒爾德庫之女。

### 兄弟
- 弘晳排行第二，有一兄十弟：
  - 弘晉（1696年－1717年），以輔國公品級殯葬。其子奉恩輔國公永璥，善书画。
  - 弘曣（1712年－1750年），雍正六年三月，封奉恩輔國公。
  - 弘晀（1714年－1774年），雍正十二年，封奉恩輔國公。乾隆元年遣居泰陵，三十四年革退公爵。
  - 弘暚（1716年－1783年），乾隆元年授官三等侍衛，十年因病解退。
  - 弘㬙（1719年－1780年），乾隆元年封奉恩輔國公，四年襲多羅理郡王，正藍旗滿洲都統，諡恪。
  - 弘昞（1720年－1763年），閑散。
  - 弘晥（1724年－1775年），乾隆三年封奉恩輔國公，鑲黃旗蒙古副都統。
- 妹：
  - 郡主（1697年－1735年），康熙五十九年嫁土默特部多羅達爾漢貝勒阿喇布坦。
  - 和碩淑慎公主（1708年－1784年），雍正四年封和碩公主，嫁科爾沁部博爾濟吉特氏觀音保。
  - 縣主（1715年－1762年），雍正七年嫁敖漢部台吉策旺多爾濟。
  - 郡主（1717年－1776年），雍正十年嫁喀喇沁部一等台吉塔布囊喀英阿。

### 妻室
- 嫡妻：科爾沁部烏梁罕濟爾默氏，噶爾臧和其姑姑和碩端靜公主之女。
- 妾：兆氏，兆慶之女。
- 妾：強氏，強世卓之女。
- 妾：章氏，道員章萬鍾之女。
- 妾：袁氏，袁西保之女。
- 妾：張氏，張洪之女。
- 妾：王氏，王廷成之女。

### 子女
- 長子：永琛（1712年－1766年），嫡母烏梁罕濟爾默氏出，官至二等侍衛。嫡妻納喇氏，護軍參領察達哈之女。
- 次子：永琳（1714年－1739年），嫡母烏梁罕濟爾默氏出，閑散。嫡妻扎魯特氏，驍騎校六十一之女。
- 三子：永玫（1714年－1788年），庶母兆氏出，閑散。嫡妻扎庫塔氏，尚書關紫之女。
- 四子：永珣（1714年－1756年），庶母強氏出，官至三等侍衛。嫡妻瑪喇氏，新藻之女；繼妻那察氏，主事瑪興阿之女。
- 五子：永瑾（1717年－1777年），庶母張氏出，閑散。嫡妻棟鄂氏，護軍參領巴克三之女。
- 六子，未命名（1718年－1719年），庶母強氏出，早卒。
- 七子：永珽（1719年－1751年），庶母張氏出，閑散。嫡妻錢佳氏，佐領特克山之女。
- 八子：永玿（1720年－1762年），庶母兆氏出，閑散。嫡妻顏扎氏，留保柱之女。
- 九子：永琚（1720年－1765年），庶母強氏出，閑散。嫡妻棟鄂氏，筆帖式富瑤之女。
- 十子：永琠（1721年－1772年），庶母強氏出，閑散。嫡妻章佳氏，一等侍衛西蘭泰之女。
- 十一子，未命名（1723年－1723年），庶母張氏出，早卒。
- 十二子：永瓘（1724年－1800年），庶母張氏出，閑散。嫡妻郭絡羅氏，典簿岱經之女。
- 十三子：永珮（1726年－1763年），庶母張氏出，閑散。嫡妻劉佳氏，員外郎蒼格之女。
- 十四子：永淮（1728年－1793年），庶母兆氏出，官至護軍參領。
- 十五子，未命名（1730年－1732年），庶母張氏出，早卒。
- 十六子，未命名（1730年－1732年），庶母袁氏出，早卒。
- 十七子：永積（1734年－1754年），庶母強氏出，閑散。嫡妻叩德氏，三等侍衛福良之女。
- 十八子，未命名（1739年－1742年），庶母張氏出，早卒。
- 長女縣君，庶母強氏出。雍正六年十二月嫁郭羅絡斯公策旺扎卜。
- 次女，庶母章氏。雍正十年十二月嫁奈曼台吉敦多布。
- 三女，庶母章氏出。
- 四女，庶母兆氏出。
- 十二女郡君，庶母強氏出。
- 十六女，庶母章氏出。